# Debra Mooney
Pour les articles homonymes, voir Mooney.
Debra Mooney est une actrice américaine née le 28 août 1947 à Aberdeen, Dakota du Sud (États-Unis).

## Filmographie
- 1979 : Chapter Two : Marilyn
- 1982 : Tootsie : Mrs. Mallory
- 1983 : Mort suspecte (The Cradle Will Fall) (TV)
- 1986 : Agent on Ice : Mrs. Kirkpatrick
- 1986 : Rage of Angels: The Story Continues (TV)
- 1988 : Trop jeune pour jouer les héros (Too Young the Hero) (TV) : Calvin's Mother
- 1989 : Dream Street (série télévisée) : Lillian DeBeau
- 1989 : Le Cercle des poètes disparus (Dead Poets Society) : Mrs. Anderson
- 1990 : Joshua's Heart (TV) : Claudia's Mother
- 1991 : Davis Rules (série télévisée) : Mrs. Rush
- 1994 : Schemes (vidéo) : Ruby
- 1994 : Leçons de conduite (Breathing Lessons) (TV) : Mrs. Stuckey
- 1995 : Kirk (série télévisée) : Sally
- 1996 : Mary et Tim (Mary & Tim) (TV)
- 1997 : Anastasia : Actress (voix)
- 1999 : La Loi du cœur (Silk Hope) (TV) : Violet
- 2001 : L'Intrus (Domestic Disturbance) : Theresa
- 2002 - 2006 : Everwood
- 2006 : La Légende de Santa Senara (The mermaid chair) (TV) : Kate
- 2012-2013 : Scandal (série télévisée) : Verna Thornton
- 2013 : Jalousie maladive (Jodi Arias: Dirty Little Secret) (TV) : Caroline
- 2009, 2010, 2015, 2016, 2021 : Grey's Anatomy : Evelyn Hunt, mère du Dr Owen Hunt
- :2017 : This Is Us : Mme Peabody
- 2014 et 2018: The Originals : Mary Dumas